# Зената
Зена́та (также встречается Зенета; араб. زناتة‎, бербер.: Изнатен ⵉⵣⵏⴰⵜⵏ) — большой союз берберских племён, проживавший в древности на территориях Северной Африки от западного Египта до Марокко.

## История
Зената в основном были кочевниками-скотоводами, лишь небольшая часть была оседлыми земледельцами. Изначально они занимали территорию большей части Магриба, но были оттеснены на юг более сильными соседями — племенами Кутама и Хоуара. Они приняли ислам ещё в VII веке, в то время как другие берберские племена продолжали сопротивляться завоеванию халифатом Омейядов. В VIII веке они окончательно арабизировались и во время вторжения мусульман на Иберийский полуостров составляли значительную часть арабского войска. В X веке зената в союзе с Кордовским халифатом боролись против фатимидов. 
В XIII веке на территории современного Западного Алжира выходцем одного из племён зената Абу Яй И бин Зайяном был создан эмират Зайянидов, просуществовавший до середины XVI века. Также из зената происходят Мариниды и Ваттасиды — две династии, правившие в Марокко в XIII—XV веках. В XIV веке Ибн Халдун указывал, что зената разделены на три племени: Ярава, Маграва и Бану Ифран.
Французский лингвист Эдмонд Дестаин в 1915 году выделил зената в отдельную лингвистическую подгруппу, включив в неё также рифский язык Северного Марокко и язык шауйя, распространённый в северо-восточной части Алжира.

## Этимология и семантика
Имя «Зената» происходит от «Изнатен» (ⵉⵣⵏⴰⵜⵏ), которое является множественным числом от слова «Азнат» (ⴰⵣⵏⴰⵜ), и состоит из «Азн» (ⴰⵣⵏ), что означает «Отправить, экспедиция» и «Ат» (ⴰⵜ), что означает «Сын» на берберском языке Зената (в других берберских диалектах «Сын» называется «Аит (ⴰⵢⵜ) или Ят (ⵢⴰⵜ)»). Суффикс -en и замена первой буквы единственного слова в A- на I- используются для обозначения множественного числа. «Изнатен» во множественном числе от «Азнат» и в берберском зенетическом переводе означает «те, кто посылает своих детей». Имя «Изнатен» также может произноситься «Изнаитен» или «Изнятен». 